# Síntesis total del oseltamivir

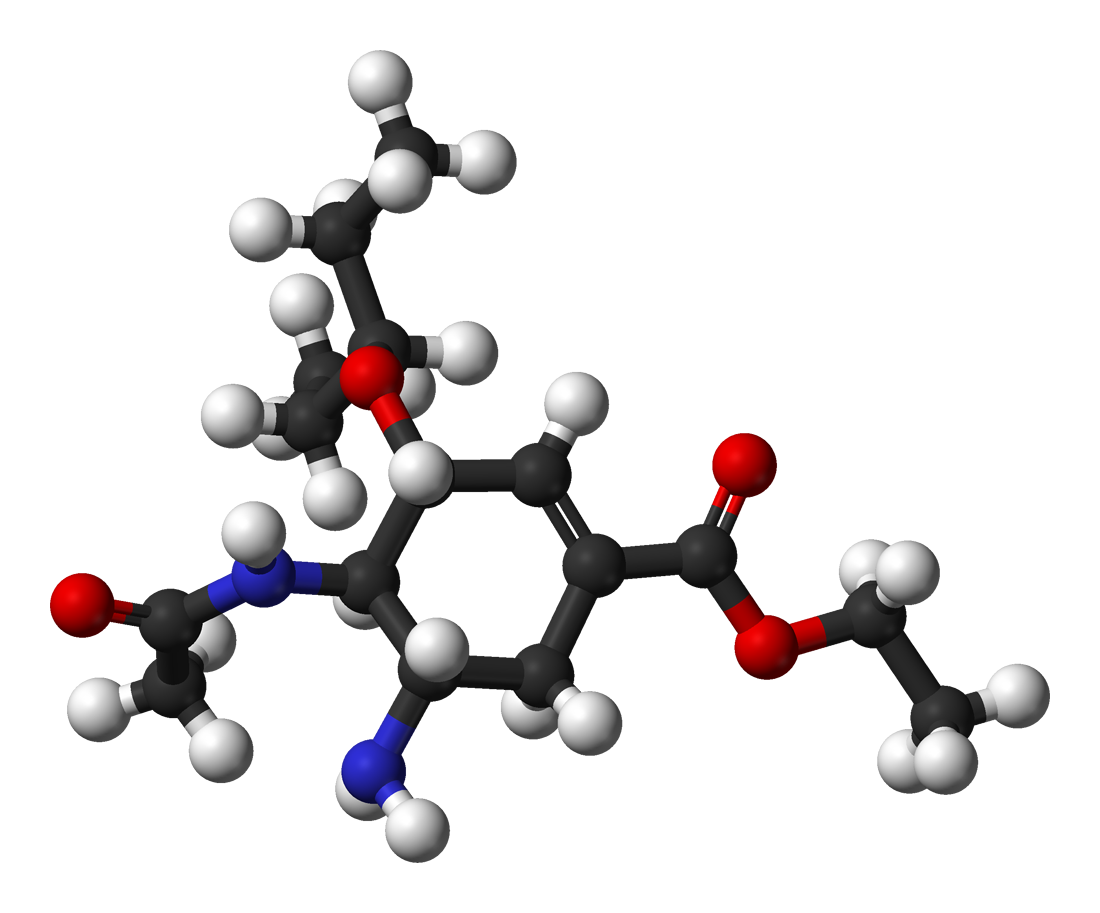
Oseltamivir

La síntesis total del oseltamivir corresponde a la síntesis total del principio activo antigripal comercializado por Hoffmann-La Roche bajo el sello comercial Tamiflu. Su producción comercial comienza a partir del ácido siquímico, biomolécula extraída del shikimí japonés Illicium anisatum cuya oferta mundial es limitada.Debido a la poca disponibilidad, a partir de 2010 varias investigaciones han sido publicadas utilizando otros métodos de síntesis alternativos al uso del ácido siquímico. El control estereoquímico es importante: el oseltamivir posee tres estereocentros y el isómero útil es solo uno de los 8 posibles estereoisómeros.

## Métodos usados para su producción comercial
El método más usado para la producción del oseltamivir se fundamenta en las investigaciones realizadas por Gilead Sciences partiendo del ácido quínico natural·  y las de Hoffmann-La Roche teniendo como punto del partida al ácido siquímico.

## Síntesis de Karpf-Trussardi
El método de producción actual consta de dos etapas con nitruros potecialmente peligrosos por su potencial explosivo. Una síntesis sin nitruros del Tamiflu Hoffman-LaRoche ha sido publicada y se explica a continuación:
La síntesis comienza a partir del ácido (-)-siquímico. El mesilato de acetal 3,4-pentilideno se prepara en tres etapas con un rendimiento global de un 80%: esterificación con etanol y cloruro de tionilo, cetalización con ácido paratoluensulfónico (APTS) y la pentan-3-ona, mesilación usando trietilamina y cloruro de metansulfonilo. La apertura reductora del cetal bajo condiciones de Hunter modificadas resulta en una mezcla inseparable de principalmente (> 80 %) de mesilato y diol de poco interés, y de mesilatos isoméricos de éter monopentílico y otros mesilatos. El producto de interés solo corresponde a 8% mol de la mezcla total. El epóxido correspondiente es formado en condiciones básicas con bicarbonato de potasio. Con ayuda del dietil eterato de bromomagnesio, un ácido de lewis económico ( comúnmente preparado in situ por adición de virutas de magnesio metálico al 1,2-dibromoetano en un medio con benceno:éter etílico), el epóxido es abierto con la alilamina para formar el 1,2-aminoalcohol correspondiente. Los solventes éter metilterbutílico y acetonitrilo insolubles en agua, son usados para simplificar la purificación que consiste en agitar el medio reaccional con una solución acuosa 1M de sulfato de amonio. Una reducción con paladio catalizada en etanolamina seguida de una purificación ácida da lugar al aminoalcohol-1,2 desprotegido (N-desalilación). Este aminoalcohol se transforma directamente en la alilamina correspondiente por una interesante reacción en cascada que comienza por la iminación (formación de una imina) no selectiva del benzaldehído con eliminación de agua por el azeótropo que se forma con el éter metilterbutílico. Posteriormente una mesilación seguida de la eliminación del clorhidrato de trietilamina, un coproducto sólido que forma un intermediario que sufre una aziridinación (formación del compuesto cíclico aziridina) de manera simultánea a la transiminación con otro equivalente de alilamina. Luego de la liberación del ácido metilsulfónico, la aziridina se abre para formar la diamina que sufre inmediatamente una segunda transiminación. Una hidrólisis ácida elimina la imina. Luego en la acilación selectiva con el anhídrido acético (bajo condiciones tamponadas), el grupo 5-amino es protonado en razón de su pKade 4,2 mucho más bajo que un pKa esperado alrededor de 8 para este tipo de grupos lo que impide su acetilación, y da el producto N-acetilado deseado en forma de cristales luego de su purificación. Finalmente, una desalinación como se hizo previamente produce la base libre de oseltalmivir, que se convierte en el fosfato de oseltamivir deseado al tratarse con ácido fosfórico. Éste producto final es obtenido con una muy buena pureza de 99,7% y un rendimiento general de 17-22% a partir del ácido (–)-siquímico.